# Borovitskaja
Borovitskaja (ryska: Боровицкая) är en tunnelbanestation på Serpuchovsko-Timirjazevskaja-linjen i Moskvas tunnelbana, invigd den 23 januari 1986.

## Byten
Stationen ligger mitt i Moskvas centrum, men används främst som en bytesstation, eftersom man här kan byta till Biblioteka imeni Lenina på Sokolnitjeskajalinjen (röda linjen) och Arbatskaja på Arbatsko-Pokrovskajalinjen (blå linjen). Det finns dock ingen direkt bytesmöjlighet till Aleksandrovskij Sad på ljusblå linjen, vilket det finns på de två andra stationerna. Borovitskaja delar vestibul med Biblioteka imeni Lenina.